# Dyckia martinellii
Dyckia martinellii är en gräsväxtart som beskrevs av Bruno Rezende Silva och Rafaela Campostrini Forzza. Dyckia martinellii ingår i släktet Dyckia och familjen Bromeliaceae. Inga underarter finns listade i Catalogue of Life.